# Shorttrack op de Olympische Winterspelen 2010 - 1000 m vrouwen
De 1000 meter vrouwen tijdens de Olympische Winterspelen 2010 vond plaats in het Pacific Coliseum op woensdag 24 februari met de voorronden op het programma en op vrijdag 26 februari werden de kwart-, halve- en finales afgewerkt,

## Uitslagen

### Heats
Heat 1
| # | Naam            | Land | Tijd     | Opm. |
| - | --------------- | ---- | -------- | ---- |
| 1 | Park Seung-hi   | KOR  | 1.31,885 | Q    |
| 2 | Tania Vicent    | CAN  | 1.37,561 | Q    |
|   | Allison Baver   | USA  |          | DSQ  |
|   | Jorien ter Mors | NED  |          | DSQ  |

Heat 2
| # | Naam             | Land | Tijd     | Opm. |
| - | ---------------- | ---- | -------- | ---- |
| 1 | Kalyna Roberge   | CAN  | 1.31,033 | Q    |
| 2 | Bernadett Heidum | HUN  | 1.31,125 | Q    |
| 3 | Elise Christie   | GBR  | 1.31,363 |      |
| 4 | Kateřina Novotná | CZE  | 1.45,300 |      |

Heat 3
| # | Naam                | Land | Tijd     | Opm. |
| - | ------------------- | ---- | -------- | ---- |
| 1 | Tatjana Borodoelina | AUS  | 1.32,509 | Q    |
| 2 | Mika Ozawa          | JPN  | 1.32,577 | Q    |
| 3 | Cecilia Maffei      | ITA  | 1.32,615 |      |
| 4 | Liesbeth Mau Asam   | NED  |          | DSQ  |

Heat 4
| # | Naam             | Land | Tijd     | Opm. |
| - | ---------------- | ---- | -------- | ---- |
| 1 | Jessica Gregg    | CAN  | 1.32,565 | Q    |
| 2 | Arianna Fontana  | ITA  | 1.32,640 | Q    |
| 3 | Veronika Windish | AUT  | 1.32,775 |      |
| 4 | Evgenia Radanova | BUL  | 1.32,829 |      |

Heat 5
| # | Naam              | Land | Tijd     | Opm.   |
| - | ----------------- | ---- | -------- | ------ |
| 1 | Katherine Reutter | USA  | 1.30.508 | Q , OR |
| 2 | Sun Linlin        | CHN  | 1.30,629 | Q      |
| 3 | Ayuko Ito         | JPN  | 1.31,137 |        |
| 4 | Nina Jevtejeva    | RUS  | 1.31,302 |        |

Heat 6
| # | Naam                | Land | Tijd     | Opm. |
| - | ------------------- | ---- | -------- | ---- |
| 1 | Cho Ha-ri           | KOR  | 1.35,953 | Q    |
| 2 | Stehpanie Bouvier   | FRA  | 1.36,199 | Q    |
| 3 | Biba Sakurai        | JPN  | 1.36,416 |      |
| 4 | Valerija Potjomkina | RUS  | 1.36,438 |      |

Heat 7
| # | Naam             | Land | Tijd     | Opm. |
| - | ---------------- | ---- | -------- | ---- |
| 1 | Wang Meng        | CHN  | 1.30,958 | Q    |
| 2 | Annita van Doorn | NED  | 1.31,516 | Q    |
| 3 | Kimberly Derrick | USA  | 1.31,663 |      |
| 4 | Han Yueshuang    | HKG  | 1.38,115 |      |

Heat 8
| # | Naam        | Land | Tijd     | Opm. |
| - | ----------- | ---- | -------- | ---- |
| 1 | Zhou Yang   | CHN  | 1.30,781 | Q    |
| 2 | Paula Bzura | POL  | 1.31,338 | Q    |
| 3 | Aika Klein  | GER  | 1.58,857 | ADV  |
|   | Erka Huzsar | HUN  |          | DSQ  |

### Kwartfinales
Heat 1
| # | Naam             | Land | Tijd     | Opm. |
| - | ---------------- | ---- | -------- | ---- |
| 1 | Park Seung-hi    | KOR  | 1.30,769 | Q    |
| 2 | Kalyna Roberge   | CAN  | 1.30,769 | Q    |
| 3 | Annita van Doorn | NED  | 1.32,067 |      |
| 4 | Mika Ozawa       | JPN  | 1.32,183 |      |

Heat 2
| # | Naam              | Land | Tijd     | Opm. |
| - | ----------------- | ---- | -------- | ---- |
| 1 | Zhou Yang         | CHN  | 1.29,849 | Q    |
| 2 | Jessica Gregg     | CAN  | 1.30,207 | Q    |
| 3 | Bernadett Heidum  | HUN  | 1.30,313 |      |
| 4 | Stéphanie Bouvier | FRA  | 1.30,420 |      |

Heat 3
| # | Naam              | Land | Tijd     | Opm. |
| - | ----------------- | ---- | -------- | ---- |
| 1 | Katherine Reutter | USA  | 1.29,955 | Q    |
| 2 | Cho Ha-ri         | KOR  | 1.30,543 | Q    |
| 3 | Sun Linlin        | CHN  | 1.30,589 |      |
| 4 | Aika Klein        | GER  | 1.51,552 |      |
|   | Tania Vicent      | CAN  |          | DSQ  |

Heat 4
| # | Naam                | Land | Tijd     | Opm. |
| - | ------------------- | ---- | -------- | ---- |
| 1 | Wang Meng           | CHN  | 1.32,267 | Q    |
| 2 | Tatjana Borodoelina | AUS  | 1.32,465 | Q    |
| 3 | Arianna Fontana     | ITA  | 1.32,472 |      |
| 4 | Paula Bzura         | POL  | 1.32,662 |      |

### Halve finales
Heat 1
| # | Naam                | Land | Tijd     | Opm.  |
| - | ------------------- | ---- | -------- | ----- |
| 1 | Zhou Yang           | CHN  | 1.29,049 | QA WR |
| 2 | Park Seung-hi       | KOR  | 1.29,165 | QA    |
| 3 | Tatjana Borodoelina | AUS  | 1.29,663 | QB    |
| 4 | Jessica Gregg       | CAN  | 1.33,139 | QB    |

Heat 2
| # | Naam              | Land | Tijd     | Opm. |
| - | ----------------- | ---- | -------- | ---- |
| 1 | Katherine Reutter | USA  | 1.30,568 | QA   |
| 2 | Wang Meng         | CHN  | 1.30,573 | QA   |
| 3 | Kalyna Roberge    | CAN  | 1.30,736 | QB   |
| 4 | Cho Ha-ri         | KOR  | 1.30,792 | QB   |

### Finales

#### A-Finale
| #      | Naam              | Land | Tijd     | Opm. |
| ------ | ----------------- | ---- | -------- | ---- |
| Goud   | Wang Meng         | CHN  | 1.29,213 |      |
| Zilver | Katherine Reutter | USA  | 1.29,324 |      |
| Brons  | Park Seung-hi     | KOR  | 1.29,379 |      |
| DSQ    | Zhou Yang         | CHN  |          | DSQ  |

#### B-Finale
| # | Naam                | Land | Tijd     | Opm. |
| - | ------------------- | ---- | -------- | ---- |
| 4 | Cho Ha-ri           | KOR  | 1.31,932 |      |
| 5 | Kalyna Roberge      | CAN  | 1.32,122 |      |
| 6 | Jessica Gregg       | CAN  | 1.32,333 |      |
| 7 | Tatjana Borodoelina | AUS  | 1.32,661 |      |